# Козловский поселковый совет (Козовский район)
Козловский поселковый совет (укр. Козлівська селищна рада) — входит в состав
Козовского района
Тернопольской области
Украины.
Административный центр поселкового совета находится в 
пгт Козлов.

## История
- 1967 — дата образования.

## Населённые пункты совета
- пгт Козлов
- с. Дмуховцы